# The Three Buckaroos
The Three Buckaroos è un film muto del 1922 scritto, prodotto e diretto da Fred J. Balshofer per la propria compagnia, la Fred Balshofer Productions. Parodia western de I tre moschettieri, il film aveva come interpreti Fred Humes, Monte Montague, Tex Keith, Bill Conant, Peggy O'Dare, Al Ernest Garcia.

## Trama
Dartigan, un avventuroso giovanotto che viene dal Nebraska, arriva in sella al suo stravagante cavallo alla ricerca dei famosi Three Buckaroos, Athor, Porthor e Aramor, ma quando li trova, viene sfidato a un duello alla pistola da ognuno dei tre. Mentre si reca al primo dei duelli, sulla strada incontra Constance Kingsley, una bella ragazza che gli ruba subito il cuore, facendolo innamorare. Intanto, una banda di ladri di bestiame sta aggredendo i Three Buckaroos. Dartigan corre in loro aiuto, lottando valorosamente contro i banditi. Il coraggio che dimostra gli consente di prestare giuramento con i Three Buckaroos, ma il giuramento gli proibisce anche di dichiarare il suo amore a Constance. Guidati da Dartigan, i Buckaroos portano a termine diverse vittoriose azioni e, alla fine, arrivano a sconfiggere i banditi. La compagnia scioglie Dartigan dal proprio impegno lasciandolo così libero di potersi dichiarare a Constance.

## Produzione
Il film fu prodotto dalla Fred Balshofer Productions.

## Distribuzione
Distribuito dalla American Releasing Co., il film uscì nelle sale cinematografiche statunitensi il 16 aprile 1922.
Non si conoscono copie ancora esistenti della pellicola che viene considerata presumibilmente perduta.